# 冬のファンタジー
「冬のファンタジー」（ふゆのファンタジー）は、日本のポップスデュオ、カズンの3枚目のシングル。1995年10月16日発売。発売元はキューンレコード。

## 概要
サッポロビール「冬物語」CMソングであった。
カズン最大のヒットシングルであり、唯一オリコンチャートトップ10入りを果たしたシングルである。
ノンクレジットであるが、コーラスに槇原敬之が参加している。槇原も1991年に「冬がはじまるよ」で同じく「冬物語」のCMソングに起用されたことがある。

## 収録曲
全曲 作詞：カズン・小林和子、作曲：カズン、編曲：本間昭光
1. 冬のファンタジー (4:57)
2. 春風に吹かれて (4:57)
3. 冬のファンタジー (Instrumental) (4:57)

## 参加ミュージシャン
冬のファンタジー
- 本間昭光：Keyboard
- 飯田高広：Manipulator
- 梶原順：Guitar
- 古賀いずみ, 漆戸啓, エーフラッツとその仲間：Chorus

## 収録アルバム
- オリジナル『ラブ&スマイル』（1996年5月20日）
- オムニバス『MAX JAPAN 3』（1996年11月11日）
- オムニバス『Folk Village〜フォーク＆ニューミュージック大全集Vol.4』（2001年2月21日）
- half dozen『White Voice〜winter collection vol.1〜』（2001年11月21日）
- オムニバス『Ki/oon Decade』（2001年12月19日）
- ベスト『GOLDEN☆BEST カズン 冬のファンタジー/シングル・コレクション』（2002年11月20日）
- オムニバス『TRUE LOVE～WINTER BEST SONGS II〜』（2003年11月27日）
- オムニバス『冬のファンタジー』（2004年11月24日）
- オムニバス『DUO DUET SONGS COMPILE』（2005年4月6日）
- オムニバス『クリスマスにラブソングを』（2005年10月26日）
- オムニバス『FUN Greatest Hits of 90's』（2006年）
- オムニバス『Fantastic Christmas』（2006年11月8日）
- オムニバス『GALソン★クリスマス〜SUPER BEST TRANCE〜』（2006年11月22日）
- オムニバス『ウインターソング』（2007年12月5日）
- オムニバス『J-POP ヒット・ラブソングス スーパーベスト』（2008年11月24日）
- オムニバス『J-Love』（2008年）
- オムニバス『とくダネ!朝のヒットスタジオ vol.4』（2009年2月18日）